# Karl Aage Præst
Karl Aage Præst, auch Carl Aage Præst (* 26. Februar 1922 in Kopenhagen; † 19. November 2011 in Frederiksberg Kommune) war ein dänischer Fußballspieler.

## Karriere
Præst begann seine Karriere beim Østerbro BK, danach spielte er bei BK Frem Kopenhagen. Von 1949 bis 1956 stand er beim italienischen Rekordmeister Juventus Turin unter Vertrag, für den er in 232 Serie-A-Partien 51 Tore erzielte. Mit Juve konnte  er an der Seite seines Landsmannes John Hansen sowie an der von Giampiero Boniperti in den Spielzeiten 1949/50 und 1951/52 die italienische Meisterschaft gewinnen. Danach ließ er seine Karriere bei Lazio Rom ausklingen.
Zwischen 1945 und 1949 absolvierte Karl Aage Præst 24 Länderspiele für Dänemark und schoss dabei 17 Tore. Bei den Olympischen Sommerspielen 1948 in London konnte er mit seiner Mannschaft die Bronzemedaille gewinnen.

## Erfolge
- Italienischer Meister: 1949/50, 1951/52
- Bronzemedaille bei den Olympischen Sommerspielen: 1948